# McLaren MP4/1E
O MP4/1E é o modelo da McLaren utilizado nas últimas quatro provas da temporada de 1983 da Fórmula 1.
Condutores: John Watson e Niki Lauda.

## Resultados[1]
(legenda) 
| Ano  | Chassi | Motor | Pneus                    | N° | Pilotos     | 1   | 2   | 3   | 4   | 5   | 6   | 7   | 8   | 9   | 10  | 11  | 12  | 13  | 14  | 15  | Pontos | Posição  |  |
| ---- | ------ | ----- | ------------------------ | -- | ----------- | --- | --- | --- | --- | --- | --- | --- | --- | --- | --- | --- | --- | --- | --- | --- | ------ | -------- |  |
|      |        |       |                          |    |             |     |     |     |     |     |     |     |     |     |     |     |     |     |     |     |        |          |  |
|      |        |       |                          |    |             | BRA | USW | FRA | SMR | MON | BEL | USE | CAN | GBR | GER | AUT | HOL | ITA | EUR | RSA |        |          |  |
| 1983 | MP4/1E | M     | TAG Porsche P01 V6 Turbo | 7  | John Watson |     |     |     |     |     |     |     |     |     |     |     |     | Ret | Ret | DSQ | 0      | NC (18°) |  |
| 1983 | MP4/1E | M     | TAG Porsche P01 V6 Turbo | 8  | Niki Lauda  |     |     |     |     |     |     |     |     |     |     |     | Ret | Ret | Ret | 11  | 0      | NC (18°) |  |

↑1  Do GP do Brasil até a Holanda utilizou o MP4/1C com motor Ford Cosworth DFV V8 marcando no total de 34 pontos e terminando em 5º lugar.